# ردی‌بوست

با کلیک در قسمت propertis یک حافظه خارجی قابلیت ردی بوست نمایان و قابل تنظیم است

قابلیت ردی بوست (به انگلیسی: ReadyBoost abillity) در دانش رایانش، حافظه نهانی است که در سیستم‌های عامل، ویندوز ویستا و بالاتر شرکت مایکروسافت وجود دارد. این قابلیت به هر وسیله حافظه انبوه این اجازه را می‌دهد که با ایجاد حافظه نهان در خود به افزایش سرعت و کارایی رم برای دسترسی به دیسک سخت کمک کند.
از حافظه‌های انبوه بیشتر مورد استفاده می‌توان به یواس‌بی فلش درایو، حافظه فلش، درایو حالت جامد و حافظه اس دی اشاره کرد. هر وسیله تا ۳۲ گیگابایت از قابلیت ردی بوست می‌تواند استفاده کند.
این قابلیت برای رایانه‌هایی که رم (حافظه تصادفی) 1 یا کمتر از 1 گیگ دارند دارای تأثیر خوب بیشتری هستند زیرا این رایانه‌ها با محدودیت رم بیشتری رو به رو هستند. 
برای اینکه از حافظه جانبی خود به عنوان ردی بوست بتوانید استفاده کنید، حافظه جانبی شما باید با قابلیت ردی‌بوست سازگاری داشته باشد. امروزه حافظه‌های جانبی که بیشتر سازندگان روانه بازار می‌کنند با این قابلیت سازگاری دارند. در صورت سازگار بودن حافظه جانبی با قابلیت ردی بوست، به محض اتصال حافظه جانبی مانند فلش مموری به دستگاه، پنجره اتوران باز خواهد شد و گزینه‌ای بنام Speed up my system using readyboost نمایش داده خواهد شد که با کلیک بر روی آن از حافظه جانبی به عنوان رم می‌توان استفاده کرد.